# 潜伏感染
潜伏感染（せんぷくかんせん）とは臨床的に認められる症状を示さず、体内に病原体が存続している状態であり、持続感染の一種。ヘルペスウイルスでは体表面に感染したウイルスが増殖したのちに神経節に上行して潜伏し、潜伏感染となる。この状態では新しいウイルスは作られず、また抗ウイルス薬なども無効である。宿主の免疫低下に伴って再活性化し、初感染した部位の近傍に病巣を発症する。